# Mateusz Polit
Mateusz Polit (ur. 17 września 1975 w Kielcach) – polski reżyser, tancerz, choreograf, wykładowca tańca współczesnego, producent spektakli teatralnych, show taneczno-muzycznych, programów telewizyjnych, widowisk multimedialnych oraz koncertów galowych. Twórca międzynarodowego zespołu Art Project Ballet.

## Wykształcenie
Absolwent Szkoły Baletowej im. Feliksa Parnella w Łodzi, Akademii Muzycznej im. Feliksa Nowowiejskiego w Bydgoszczy (Wydziału Dyrygentury Chóralnej i Edukacji Muzycznej) oraz Akademii Ekonomicznej w Krakowie. Odbył staże zagraniczne w Académie de la Danse de Paris, American Dance Theater Alvina Aileya w Nowym Jorku, brał udział w warsztatach „Global Vibration” Dance Work School w Londynie.

## Kariera zawodowa
Karierę taneczną rozpoczął pod kierunkiem Andrzeja Króla. Zadebiutował w Kieleckim Teatrze Tańca w spektaklu Uczucia, którego premiera odbyła się w grudniu 1995 roku na deskach Teatru im. Stefana Jaracza w Olsztynie. Był związany z Kieleckim Teatrem Tańca (partie solowe w spektaklach Być albo brać, Quo vadis, Dla Ciebie Panie).  Występował jako aktor musicalowy i tancerz w produkcjach Teatru Muzycznego Roma w Warszawie oraz Studio Buffo w Warszawie.
Po kontuzji, jakiej doznał podczas przygotowań do spektaklu Miss Saigon, rozpoczął pracę jako wykładowca tańca, reżyser i choreograf. W 2002 roku założył międzynarodowy zespół baletowy Art Project Ballet skupiający tancerzy, aktorów i akrobatów.. Jest również właścicielem firmy Art Project (2006 r.) zajmującej się produkcją wydarzeń artystycznych. Firma produkuje również programy telewizyjne, koncerty galowe oraz materiały filmowe i multimedialne.

### Praca choreograficzna
Jako choreograf współpracuje z polskimi i zagranicznymi stacjami telewizyjnymi (TVP, TVN, Polsat, BBC, Rai, Eurosport). Tworzył choreografię Krajowego Festiwalu Piosenki Polskiej w Opolu w 2006 i 2016 roku. Jest twórcą między innymi widowisk Miss Polonia oraz koncertów sylwestrowych w TVP (2005/2006 oraz 2007/2008). Jest autorem układu koncertu 15-lecie TV Polsat, gali Telekamery w 2008 roku i Międzynarodowego Festiwalu Piosenki w Sopocie w latach 2008-2010. Brał również udział w produkcji programów Idol, Gwiazdy tańczą na lodzie, Szymon Majewski Show, Top model, Kocham Cię, Polsko, Celebrity Splash, Kabarety na żywo, Jak oni śpiewają. W 2009 roku  wyreżyserował i stworzył choreografię koncertu Show The Jacksons. Tribute to Michael Jackson. Opracował również układ ceremonii otwarcia Mistrzostw Europy piłkarzy ręcznych 2016.

### Praca reżyserska
Zadebiutował w 2003 roku jako współreżyser i choreograf spektaklu Funny Games w Teatrze Stara Prochownia w Warszawie. W 2005 roku wyreżyserował konkurs Eurovision Young Dancers na zlecenie EBU (European Broadcasting Union). W 2006 na zlecenie Daniela Libeskinda stworzył spektakl Architect’s Dream, będący taneczną interpretacją dzieł architekta. Jego premiera miała miejsce w Teatrze Wielkim Operze Narodowej w Warszawie. W 2009 roku wyreżyserował  multimedialny balet współczesny Grzechy, prezentowany w warszawskim Teatrze Syrena. W 2011 roku Mateusz Polit zainteresował się tematyką dziecięcą, czego owocem było wyreżyserowanie i opracowanie choreografii spektaklu dla najmłodszych, pt. Sklep Magika Mechanika w Teatrze Małego Widza w Warszawie. Przedstawienie, zainspirowane Baśnią o Stalowym Jeżu Jana Brzechwy, zostało entuzjastycznie przyjęte przez krytykę. Reżyserował kampanię społeczną oraz galę z okazji 10-lecia fundacji Cała Polska Czyta Dzieciom, a także galę festiwalową Międzynarodowego Dziecięcego Festiwalu Piosenki i Tańca w Koninie. W 2016 roku podczas Światowych Dni Młodzieży stworzył widowisko Drogi Krzyżowej z udziałem papieża Franciszka na krakowskich Błoniach,. Mateusz Polit brał udział w prestiżowych wydarzeniach oraz przedsięwzięciach artystycznych w kraju i za granicą (widowiskach, spektaklach, festiwalach, programach telewizyjnych, reklamach, galach biznesowych). Współpracował z Garou, SNAP, Tomem Jonesem, Londonbeat, Lou Bega, Boney M., Fun Factory, La Toya Jackson czy Shakin' Stevensem. Wprowadza do swych widowisk animacje multimedialne, elementy grafiki komputerowej, systemy black trax, akrobacje powietrzne, kurtyny wodne i projekty Virtual Reality (VR).

## Wybrane realizacje
2003:
- Funny Games (Teatr Stara Prochownia) - współreżyseria i choreografia spektaklu[12]

2005:
- Konkurs Eurowizji dla Młodych Tancerzy (Eurovision Young Dancers) – reżyseria wydarzenia dla EBU i TVP

2006: 
- Architect’s Dream – reżyseria spektaklu[19]

2007-2008:
- Jak oni śpiewają – choreografia programu dla TVP

2009: 
- Sailing – produkcja i reżyseria spektaklu podczas Światowego Zlotu Żaglowców[20]

2011: 
- Cztery Żywioły – choreografia  autorskiego widowiska tanecznego[21]
- Grzechy – choreografia i reżyseria spektaklu[13]
- Sklep Magika Mechanika – reżyseria i choreografia spektaklu dla dzieci[14]

2013:
- Notes from silver screen – produkcja i reżyseria przedstawienia operowego w Turcji[22]

2014:
- Mistrzostwa Świata w Piłce Siatkowej Mężczyzn 2014 FIVB – choreografia ceremonii zamknięcia siatkarskiego Mundialu

2015:
- Celebrity Splash – reżyseria części artystycznej serii programów dla telewizji Polsat

2016:
- Międzynarodowy Dziecięcy Festiwal Piosenki i Tańca w Koninie – reżyseria gali festiwalowej[16]
- Mistrzostwa Europy piłkarzy ręcznych – reżyseria ceremonii otwarcia
- Światowe Dni Młodzieży – reżyseria widowiska Drogi Krzyżowej[23]